# Emilio Hernández
Emilio Exequiel Hernández Hernández (Santiago del Cile, 14 settembre 1984) è un calciatore cileno, centrocampista del Deportes Melipilla.

## Carriera

### Nazionale
Conta 9 presenze con la Nazionale cilena.